# Love Is a Four Letter Word (album)
Love Is A Four Letter Word is het vierde studioalbum van singer-songwriter Jason Mraz. Na Waiting for My Rocket to Come, Mr. A-Z en We Sing. We Dance. We Steal Things. komt op 13 april 2012 dit langverwachte studioalbum uit. Op 28 februari verscheen er een ep onder de titel "Live Is A Four Letter Word" met vier livenummers (waarvan twee van het album).
Het nummer "I won't give up" is de eerste single van het album en is sinds hij in januari 2012 uitkwam een internationale hit. Het nummer is in Nederland onder andere de Radio 538 Alarmschijf en 3FM Megahit geweest en kwam in de Nederlandse Top 40 en de Nederlandse Single Top 100 terecht.

## Nummers van het album
1. "Freedom Song"
2. "Living in the Moment"
3. "The Woman I Love"
4. "I Won't Give Up"
5. "5/6"
6. "Everything is Sound (La La La)"
7. "93 Million Miles"
8. "Frank D Fixer"
9. "Who’s Thinking About You Now?"
10. "In Your Hands"
11. "Be Honest" ft. Inara George
12. "The World As I See It"
13. "I'm Coming Over" [Hidden Track]

De volgende nummers staan op de iTunes Deluxe versie van het album:
1. "I Won't Give Up (Demo)"
2. "The World As I See It (Live EP Version)"
3. "You Fckn Did It (Explicit Live EP Version)"
4. "The Woman I Love (Live EP Version)"
5. "I Never Knew You (Live EP Version)"
6. "I Won't Give Up (Video)"

## Nummers van de ep "Live Is A Four Letter Word"
1. "The World As I See It" (live)
2. "You F**king Did It" (live)
3. "The Woman I Love" (live)
4. "I Never Knew You" (live)

## Hitnoteringen

### NederlandseAlbum Top 100
| Hitnotering: 21-04-2012 t/m 27-10-2012 | Hitnotering: 21-04-2012 t/m 27-10-2012 | Hitnotering: 21-04-2012 t/m 27-10-2012 | Hitnotering: 21-04-2012 t/m 27-10-2012 | Hitnotering: 21-04-2012 t/m 27-10-2012 | Hitnotering: 21-04-2012 t/m 27-10-2012 | Hitnotering: 21-04-2012 t/m 27-10-2012 | Hitnotering: 21-04-2012 t/m 27-10-2012 | Hitnotering: 21-04-2012 t/m 27-10-2012 | Hitnotering: 21-04-2012 t/m 27-10-2012 | Hitnotering: 21-04-2012 t/m 27-10-2012 | Hitnotering: 21-04-2012 t/m 27-10-2012 | Hitnotering: 21-04-2012 t/m 27-10-2012 | Hitnotering: 21-04-2012 t/m 27-10-2012 | Hitnotering: 21-04-2012 t/m 27-10-2012 | Hitnotering: 21-04-2012 t/m 27-10-2012 |
| Week:                                  | 1                                      | 2                                      | 3                                      | 4                                      | 5                                      | 6                                      | 7                                      | 8                                      | 9                                      | 10                                     | 11                                     | 12                                     | 13                                     | 14                                     | 15                                     |
| -------------------------------------- | -------------------------------------- | -------------------------------------- | -------------------------------------- | -------------------------------------- | -------------------------------------- | -------------------------------------- | -------------------------------------- | -------------------------------------- | -------------------------------------- | -------------------------------------- | -------------------------------------- | -------------------------------------- | -------------------------------------- | -------------------------------------- | -------------------------------------- |
| Positie:                               | 2                                      | 3                                      | 5                                      | 2                                      | 6                                      | 11                                     | 14                                     | 19                                     | 17                                     | 17                                     | 19                                     | 18                                     | 20                                     | 15                                     | 29                                     |
| Week:                                  | 16                                     | 17                                     | 18                                     | 19                                     | 20                                     | 21                                     | 22                                     | 23                                     | 24                                     | 25                                     | 26                                     | 27                                     | 28                                     |                                        |                                        |
| Positie:                               | 33                                     | 34                                     | 41                                     | 41                                     | 51                                     | 44                                     | 58                                     | 65                                     | 78                                     | 93                                     | 99                                     | 91                                     | 99                                     | uit                                    |                                        |

### VlaamseUltratop 200Albums
| Hitnotering: (Week 1 t/m 18) 21-04-2012 t/m Hitnotering: (Week 19) 01-09-2012 Hitnotering: (Week 20 t/m 21) 22-09-2012 t/m 29-09-2012 Hitnotering: (Week 22) 13-10-2012 | Hitnotering: (Week 1 t/m 18) 21-04-2012 t/m Hitnotering: (Week 19) 01-09-2012 Hitnotering: (Week 20 t/m 21) 22-09-2012 t/m 29-09-2012 Hitnotering: (Week 22) 13-10-2012 | Hitnotering: (Week 1 t/m 18) 21-04-2012 t/m Hitnotering: (Week 19) 01-09-2012 Hitnotering: (Week 20 t/m 21) 22-09-2012 t/m 29-09-2012 Hitnotering: (Week 22) 13-10-2012 | Hitnotering: (Week 1 t/m 18) 21-04-2012 t/m Hitnotering: (Week 19) 01-09-2012 Hitnotering: (Week 20 t/m 21) 22-09-2012 t/m 29-09-2012 Hitnotering: (Week 22) 13-10-2012 | Hitnotering: (Week 1 t/m 18) 21-04-2012 t/m Hitnotering: (Week 19) 01-09-2012 Hitnotering: (Week 20 t/m 21) 22-09-2012 t/m 29-09-2012 Hitnotering: (Week 22) 13-10-2012 | Hitnotering: (Week 1 t/m 18) 21-04-2012 t/m Hitnotering: (Week 19) 01-09-2012 Hitnotering: (Week 20 t/m 21) 22-09-2012 t/m 29-09-2012 Hitnotering: (Week 22) 13-10-2012 | Hitnotering: (Week 1 t/m 18) 21-04-2012 t/m Hitnotering: (Week 19) 01-09-2012 Hitnotering: (Week 20 t/m 21) 22-09-2012 t/m 29-09-2012 Hitnotering: (Week 22) 13-10-2012 | Hitnotering: (Week 1 t/m 18) 21-04-2012 t/m Hitnotering: (Week 19) 01-09-2012 Hitnotering: (Week 20 t/m 21) 22-09-2012 t/m 29-09-2012 Hitnotering: (Week 22) 13-10-2012 | Hitnotering: (Week 1 t/m 18) 21-04-2012 t/m Hitnotering: (Week 19) 01-09-2012 Hitnotering: (Week 20 t/m 21) 22-09-2012 t/m 29-09-2012 Hitnotering: (Week 22) 13-10-2012 | Hitnotering: (Week 1 t/m 18) 21-04-2012 t/m Hitnotering: (Week 19) 01-09-2012 Hitnotering: (Week 20 t/m 21) 22-09-2012 t/m 29-09-2012 Hitnotering: (Week 22) 13-10-2012 | Hitnotering: (Week 1 t/m 18) 21-04-2012 t/m Hitnotering: (Week 19) 01-09-2012 Hitnotering: (Week 20 t/m 21) 22-09-2012 t/m 29-09-2012 Hitnotering: (Week 22) 13-10-2012 | Hitnotering: (Week 1 t/m 18) 21-04-2012 t/m Hitnotering: (Week 19) 01-09-2012 Hitnotering: (Week 20 t/m 21) 22-09-2012 t/m 29-09-2012 Hitnotering: (Week 22) 13-10-2012 | Hitnotering: (Week 1 t/m 18) 21-04-2012 t/m Hitnotering: (Week 19) 01-09-2012 Hitnotering: (Week 20 t/m 21) 22-09-2012 t/m 29-09-2012 Hitnotering: (Week 22) 13-10-2012 | Hitnotering: (Week 1 t/m 18) 21-04-2012 t/m Hitnotering: (Week 19) 01-09-2012 Hitnotering: (Week 20 t/m 21) 22-09-2012 t/m 29-09-2012 Hitnotering: (Week 22) 13-10-2012 |
| Week: | 1 | 2 | 3 | 4 | 5 | 6 | 7 | 8 | 9 | 10 | 11 | 12 | 13 |
| --- | --- | --- | --- | --- | --- | --- | --- | --- | --- | --- | --- | --- | --- |
| Positie: | 37 | 22 | 36 | 56 | 62 | 75 | 102 | 106 | 125 | 100 | 112 | 177 | 146 |
| Week: | 14 | 15 | 16 | 17 | 18 | | 19 | | 20 | 21 | | 22 | |
| Positie: | 178 | 134 | 131 | 133 | 179 | uit | 129 | uit | 158 | 197 | uit | 185 | uit |